# Gefahrgutbeauftragtenverordnung
Die vom Bundesminister für Verkehr, Bau und Stadtentwicklung erlassene Gefahrgutbeauftragtenverordnung (GbV) regelt unter anderem die Bestellung von Gefahrgutbeauftragten sowie ihre Überwachungspflichten und die Schulung beauftragter und sonstiger verantwortlicher Personen. Zudem wurde mit der GbV die Sicherheitsberater-Richtlinie der EU umgesetzt.

## Aufgaben und Pflichten des Gefahrgutbeauftragten
Der Gefahrgutbeauftragte hat unter der Verantwortung des Unternehmers oder Inhabers eines Betriebes im Wesentlichen die Aufgabe, im Rahmen der betroffenen Tätigkeit des Unternehmens oder Betriebes nach Mitteln und Wegen zu suchen und Maßnahmen zu veranlassen, die die Einhaltung der Vorschriften zur Beförderung gefährlicher Güter für den jeweiligen Verkehrsträger erleichtern. Er hat auf Grund seiner Funktion keine Weisungsbefugnis. Er ist vielmehr ein „Berater“ des Unternehmers. Weiterhin überwacht er alle Vorgänge die mit der Abwicklung der Gefahrguttransporte einhergehen. Er ist gemäß § 8 GbV verpflichtet hierüber Aufzeichnungen zu führen und einen Jahresbericht zu fertigen. 

## Neufassung der Gefahrgutbeauftragtenverordnung zum 1. September 2011
Am 1. September 2011 ist die letzte Neufassung in Kraft getreten.